# Tony F. Chan
Tony Fan-Cheong Chan (chinois traditionnel : 陳繁昌, né en 1952) est un mathématicien né à Hong Kong. Il est nommé président de l'université des sciences et technologies de Hong Kong (HKUST) depuis le 1er septembre 2009.

## Enfance et formation
Né à Hong Kong, Chan termine ses études secondaires à la Salesian English School (en) et Queen's College (en) à Hong Kong. Chan a reçu son B. Sc. en ingénierie et son M. Sc. en aéronautique au California Institute of Technology et son doctorat en sciences informatiques à l'Université Stanford en 1978, avec une thèse intitulée « Comparison of Numerical Methods for Initial Value Problems ».
Advisor: Joseph E. Oliger.

## Carrière
Il succède à la présidence de l'université des sciences et technologies de Hong Kong à Chu Ching-wu, qui a pris sa retraite de la HKUST en août 2009. Avant de rejoindre l'université des sciences et technologies de Hong Kong, il a été le directeur adjoint du Directoire de Mathématiques et de Physique à la National Science Foundation (NSF) américaine de 2006 à 2009. Il a poursuivi des recherches postdoctorales à Caltech en tant que chercheur, et a enseigné l'informatique à l'université Yale avant de rejoindre l'université de Californie à Los Angeles en tant que professeur de mathématiques, en 1986.
Il a été nommé président du département de mathématiques en 1997 et a été doyen de la faculté des sciences physiques, de 2001 à 2006. Il a été l'un des principaux promoteurs qui ont fait le succès de la proposition de la NSF de former l'Institut de mathématiques pures et appliquées (en), un institut de  l'UCLA financé par la NSF. Il a servi comme directeur de 2000-2001. Il a été répertorié comme un « auteur ISI hautement cité » en mathématiques par l'ISI Web of Science, de la société Thomson Scientific. Il est également membre du comité de sélection pour le prix de mathématiques décerné parmi les prix Shaw.
Il est élu membre de l'Académie nationale d'ingénierie des États-Unis, fellow de l'Institute of Electrical and Electronics Engineers (IEEE), fellow de la Society for Industrial and Applied Mathematics et de l'Association américaine pour l'avancement de la science. Il a siégé aux comités de rédaction de plusieurs revues en mathématiques et en informatique, dont la SIAM Review, le SIAM Journal on Scientific Computing, l' Asian Journal of Mathematics, et il est l'un des trois rédacteurs en chef de Numerische Mathematik. Il a co-écrit la proposition de lancer un nouveau SIAM Journal of Imaging Sciences et il fait partie de son premier comité de rédaction jusqu'en 2012.
Il est actuellement membre du conseil d'administration de l'Université Roi Abdullah de Sciences et de la Technologie en Arabie Saoudite, Président du conseil consultatif de l'Institut supérieur coréen des sciences et de la technologie, membre du conseil consultatif scientifique de l'université de Vienne, membre du conseil consultatif international de classement académique des universités mondiales par l'université Jiao Tong de Shanghai, membre du conseil d'administration de l'Institut "Skolkovo" de science et de technologie en Russie, membre du conseil consultatif RIKEN du Japon, et membre du Comité américain des 100. Il est également l'un des membres fondateurs de l'Académie des sciences de Hong Kong, le président de la Hong Kong Institution of Science, et un membre de l'Académie des sciences de l'ingénieur de Hong Kong et membre du comité consultatif sur l'innovation et la technologie du gouvernement de Hong Kong.Il a été membre du comité de sélection pour le prix Shaw en sciences mathématiques en 2012 et 2013. Il est le président du comité du prix Nevanlinna pour le congrès international des mathématiciens qui aura lieu en 2018 à Rio de Janeiro, au Brésil.

## Honneurs et récompenses
Tony Chan est fellow de l'IEEE en 2016 « pour ses contributions à des modèles de calcul et des algorithmes de traitement d'image ».
Il est titulaire d'un doctorat honorifique de l'université de Strathclyde.

## Sélection de publications
- Energy minimization methods in computer vision and pattern recognition : 10th international conference, EMMCVPR 2015, Hong Kong, China, January 13 - 16, 2015 : proceedings.
- Fourier analysis of iterative methods for elliptic problems, 1987.
- Image processing and analysis : variational, PDE, wavelet, and stochastic methods.
- Iterative methods in scientific computing, 1997.
- Multiscale and multiresolution methods theory and applications.
- Preserving symmetry in preconditioned Krylov subspace methods [MI] 1996.
- Recent progress in computational and applied PDEs, c2002.